# Grumixama
La grumixama (Eugenia brasiliensis, sinònim Eugenia dombeyi) és un fruit tropical proporcionat per un arbre de mida mitjana de fins a 20 m d'alt. És endèmic del Brasil. Els fruits són petits de color porpra a negre i tenen el gust dolç com el de la cirera. És de creixement lent i amb una taxa baixa de dispersió, essent una espècie amenaçada d'extinció.